# Білет державної лотереї
Біле́ти держа́вних лотере́й — розрахункові документи, бланки яких є документами суворого обліку та виготовлені друкарським способом відповідно до п.2.7 Положення (або ввезені на підставі ліцензії на випуск та проведення державної лотереї) за затвердженими зразками, що додаються до відповідних Умов випуску та проведення лотереї згідно з Положенням про порядок реєстрації випуску та проведення державних грошових лотерей [Архівовано 23 січня 2022 у Wayback Machine.] в Україні, затвердженим постановою Кабінету Міністрів України від 27.04.98 N 574 «Про затвердження Положення про порядок реєстрації випуску та проведення державних грошових лотерей в Україні», та які видаються при реєстрації розрахункових операцій при розповсюдженні державних лотерей.